# Staatsarchiv Perugia

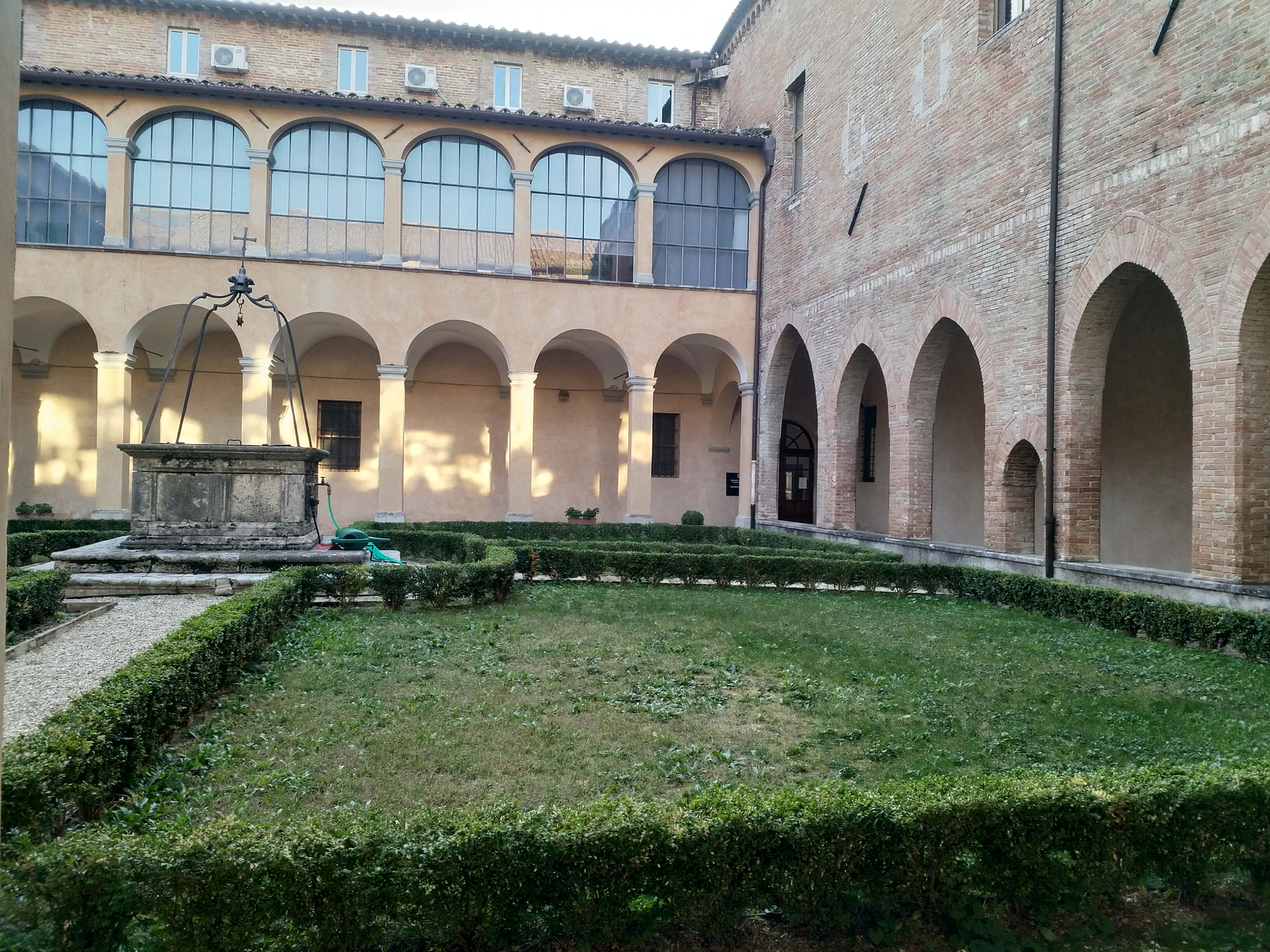
Staatsarchiv Perugia (2018)

Das Staatsarchiv Perugia (Archivio di Stato di Perugia) befindet sich in Perugia, der Hauptstadt Umbriens. Nebenstellen befinden sich in Assisi, Foligno, Gubbio und Spoleto.

## Geschichte
Der heutige Sitz des Staatsarchivs in Perugia ist das ehemalige Kloster San Domenico, wobei es nur einen Flügel des Konvents einnimmt, die anderen Teile beherbergen das Archäologische Nationalmuseum Umbrien. Das Kloster entstand 1233/34 bei der Porta San Pietro. Die dazugehörige Kirche, von der nur noch Teile des mittelalterlichen Bauwerks erhalten sind, beherbergt heute eines der Depositorien des Archivs. Treibende Kraft des Ausbaus war der Peruginer Leonardo Mansueti, Ordensgeneral zwischen 1474 und 1480. Neben dem großen Dormitorium geht auf seine Initiative der Bau des großen Saales zurück, der für die Bibliothek bestimmt war. Heute befindet sich dort der Konferenzsaal des Staatsarchivs.
Mit der Auflösung der Orden nach der Gründung Italiens fiel der Konvent an die Kommune. Zunächst wurde er zu einer Kaserne umgenutzt, wo das 51° Reggimento fanteria della brigata Alpi untergebracht wurde. Nach dem Zweiten Weltkrieg wurde es Sitz der Musei civici und des Staatsarchivs, das dort seit 1947 ansässig ist.
Seit dem Erdbeben von 1997 wurden umfassende Restaurierungsmaßnahmen notwendig, einschließlich eines neuen Lesesaales, eines neuen Saales für die Institutsbibliothek, dann des gesamten Unterbaues. 2007 wurden weitere Umbauarbeiten aus Feuerschutzgründen und für neue Lagermöglichkeiten erforderlich.

## Sezioni
Die Abteilung oder Dépendance (sezione) in Assisi wurde 1984 eingerichtet. Bis zum Erdbeben vom 26. September 1997 hatte sie ihren Sitz an mehreren Stellen im Vicolo degli Esposti. Ähnlich wie die gesamte Stadtverwaltung, so musste auch das Archiv in vorläufige Stätten umziehen. Erst 2005 konnte das Domizil neben dem Palazzo comunale und der Basilica di S. Chiara, am Corso Mazzini bezogen werden. Zum Haus gehört ein Lesesaal, eine Bibliothek und eine kleine Aula didattica.
Die Abteilung Foligno wurde 1957 als Sezione des Peruginer Staatsarchivs eingerichtet, jedoch erst 1963 eröffnet. Zunächst residierte das Institut in der Nähe der örtlichen Bibliothek in der Residenz der Trinci, der Signori von Foligno. 1997 zog das Archiv in den Palazzo Deli um, genauer gesagt in dessen dritten Stock, das Mezzanin und das Dach. Der Palast befindet sich in der Piazza del Grano 1, ganz in der Nähe der Kommunalbibliohtek Dante Alighieri, des Museums im Palazzo Trinci, der Biblioteca Iacobilli, des Archivs der Diözese und des Kapitels (Diocesano e Capitolare). Das von der Familie Nuti-Varini erbaute Gebäude ging schließlich an die Deli. Wie der Foligneser Historiker Ludovico Jacobilli berichtet, kam Francesco Nuti aus Assisi 1510 nach Foligno und ließ dieses Gebäude errichten. Bald jedoch sprengten die neu aufgenommenen Archivalien den vorhandenen Platz und so wurden Teile der Bestände 2008 in die Località Paciana, transferiert.
Die Abteilung Gubbio wurde ebenfalls 1957 eine Unterabteilung des Archivs in Perugia, auch in diesem Falle wurde das Gesetz verspätet, hier 1965, umgesetzt. Dies war auf Ersuchen des Stadtrates in Gubbio geschehen. Es hatte seinen Sitz im zweiten Stockwerk des Palazzo del Podestà, allerdings mit der Möglichkeit in den Palazzo Ducale auszuweiten. Dies geschah 1968. Für erhebliche Teile der Kosten inklusive der Finanzierung des Direktorats kommt Gubbio auf. Weitere Archivalien nimmt das Minderbrüderkloster S. Francesco auf. 1999 wurde der Umzug dorthin abgeschlossen.
Die Abteilung Spoleto wurde per Gesetz bereits 1950 dem Staatsarchiv Perugia zugeordnet. Zunächst fand es einen Sitz im Palazzo Mauri aus dem 17. Jahrhundert. Wie andernorts wuchs der Platzbedarf, so dass Anfang der 1980er Jahre ein Umzug in das Antico ospedale di S. Matteo beschlossen wurde. Die dazu notwendigen Bauarbeiten wurden 1990 abgeschlossen. Seit 1991 pachtete die Sezione di Archivio di Stato di Spoleto den heutigen Sitz. 2006 erwarb das Ministero per i beni e le attività culturali den gesamten Komplex. Die notwendigen Restaurierungsarbeiten stehen noch aus.

## Bibliothek
Die Bibliothek entstand 1947, als auch das Archiv gegründet wurde. Sie war von Anfang an dazu gedacht, die Arbeit der Archivare zu befördern. Trotz dieser Spezialisierung wuchs der Bestand des Hauses nicht nur durch Akquisitionen aus der Archivwissenschaft, aus Nachschlagewerken und Atlanten, sondern auch aus Stiftungen der Nutzer des Archivis, der Archivare selbst und durch Publikationen. Die Bibliothek besitzt 30.000 Einheiten, also Bände, kleinere Werke, Inkunabeln, 762 Cinquecentine, also Druckwerke des 16. Jahrhunderts, dazu 500 Periodika wenigstens partiell. Unter letzteren hält das Haus 50 laufende Zeitschriften. Von größerer Bedeutung sind die Fondi Giuseppe Belforti, Emilio Barbanera, Fani oder Rossi-Scotti.
Seit März 2012 gehört die Bibliothek dem Servizio bibliotecario nazionale Sebina an. Der Katalog mit seinen Neuzugängen, zur Lokalgeschichte und zu den Zweigen der Archivwissenschaft, der Paläographie und der Diplomatik kann via Internet konsultiert werden.